# Анри Клод
Анри Шарл Жул Клод (на френски: Henri Charles Jules Claude) е френски психиатър и невролог.

## Биография
Роден е на 31 март 1869 година в Париж, Франция. Учи медицина при Шарл Йозеф Бухар (1837 – 1915) и е асистент на Фулженс Реймон (1844 – 1910) в болницата Салпетриера. От 1922 до 1939 г. е председател на отделението за душевни и мозъчни болести в болницата „Сейнт Ан“ в Париж.
Анри Клод играе ключова роля в представянето на фройдистките теории на психоанализата във френската психиатрия. Отговорен е за създаването на първата лаборатория по психиатрия и психоанализа в школата по медицина към Парижкия университет. Неговото име носи „Синдрома на Клод“, който е синдром в средния мозък, характеризиран от окуломоторна парализа от страна на лезията и атаксия от противоположната страна. Също така „Знака на Клод за хикеркинеза“ е наречен на него и се използва за описване на рефлексните движения на парезните мускули, които са предизвикани от болезнен стимул.
Умира през 1945 г. на 75-годишна възраст.